# Jean-Georges II de Saxe
Pour les articles homonymes, voir Jean-Georges II.
Jean-Georges II, né le 31 mai 1613 à Dresde et mort le 22 août 1680 à Freiberg, est un prince de la maison de Wettin, fils de l'électeur Jean-Georges Ier de Saxe et de Madeleine-Sibylle de Prusse. Un membre de la branche albertine de la dynastie, il fut électeur de Saxe et archimaréchal du Saint-Empire de 1656 à sa mort. Son règne fut consacré aux efforts de reconstruction après la guerre de Trente Ans ; néanmoins, par rapport à l'évolution de l'absolutisme et d'une armée de métier, la Saxe se retrouve à la traîne de ses adversaires en Bohême et dans l'État de Brandebourg-Prusse.

## Famille
Jean-Georges II est le fils aîné survivant de Jean-Georges Ier, électeur de Saxe depuis 1611, et de sa deuxième épouse Madeleine-Sibylle, une fille du duc Albert-Frédéric de Prusse, issue de la maison de Hohenzollern. La guerre de Trente Ans éclate lorsqu'il n'avait que cinq ans. Son père, souverain protestant, vise à préserver la paix d'Augsbourg et pendant une longue période il évite de se déclarer ouvertement hostile à l'empereur Ferdinand II de Habsbourg. Au cours de la paix de Prague, en 1635, il pouvait acquérir les fiefs de Lusace, ce qui a également été confirmé par les traités de Westphalie en 1648.
À la mort de l'électeur Jean-Georges Ier, le 8 octobre 1656, son héritage est divisé entre ses quatre fils. L'aîné, Jean-Georges II, hérite d'électorat, lorsque ses frères cadets Auguste, Christian Ier et Maurice ont reçu les duchés de Saxe-Weissenfels, Saxe-Mersebourg et Saxe-Zeitz.

## Règne
Le règne de Jean-Georges II est marqué par la reconstruction économique de la Saxe après la guerre de Trente Ans. Il a établi des industries nouvelles et des manufactures, comme la production de charbon, la 
filière textile et les verreries. Il promeut l'extraction des minerais d'argent dans les Monts métallifères et a accueilli des réfugiés protestants originaires du royaume de Bohême. L'électeur favorise particulièrement les arts et fut un grand mécène de la chapelle de cour (Hofkapelle) de Dresde.

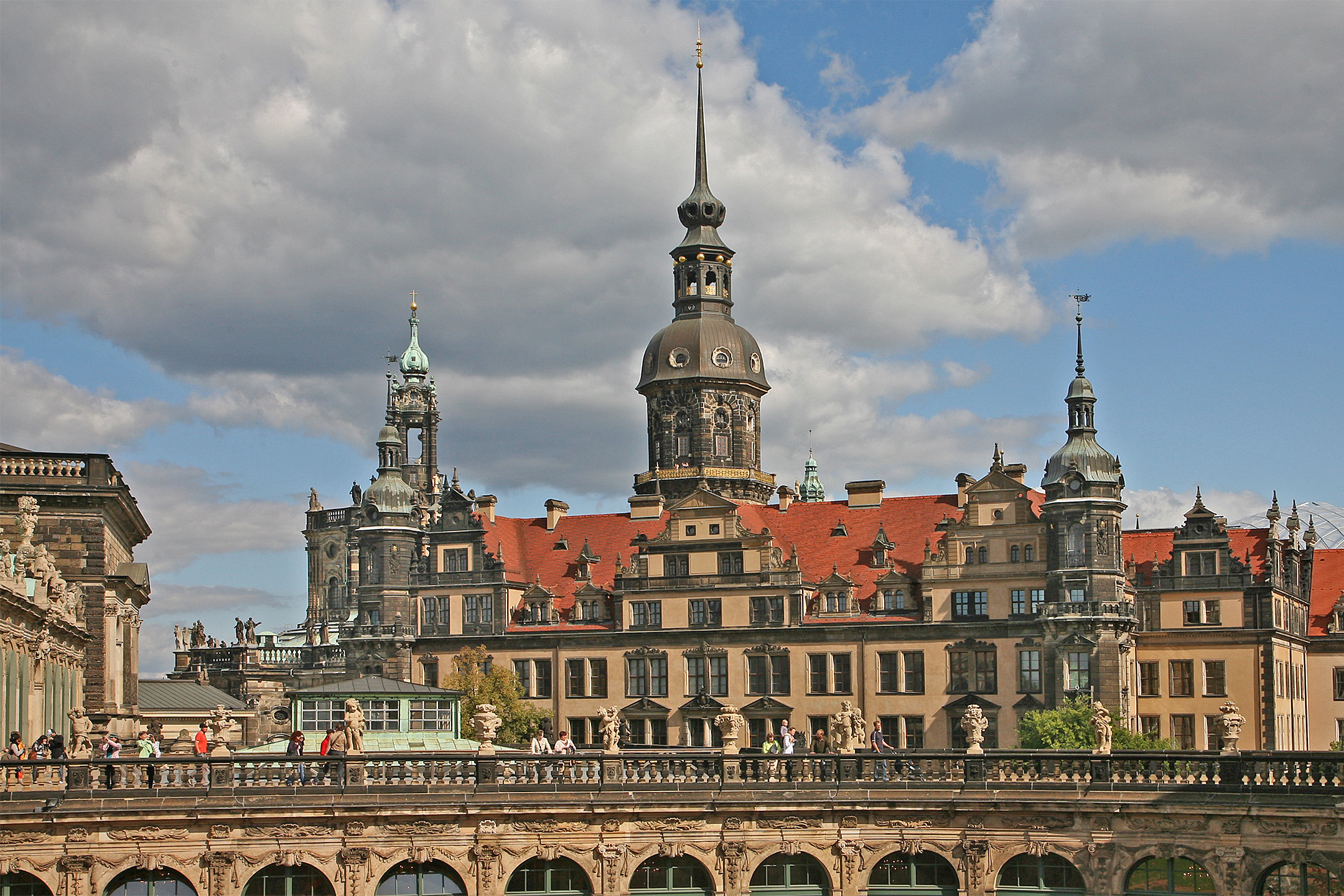
Le château de Dresde.

À la suite de la mort de l'empereur Ferdinand III, le 2 avril 1657, il reprend la fonction du régent impérial jusqu'à l'élection du nouveau souverain Léopold Ier. L'année suivante, il est admis à la Société des fructifiants par le duc Guillaume de Saxe-Weimar. Inspiré du modèle de Louis XIV, il fit transformer son château de la Résidence de Dresde en style baroque et a commencé à aménager le Grand Jardin.
La prospérité et le pouvoir de l'électeur se reflétaient dans l'exubérance de la cour qui a impressionnée notamment son petit-fils Frédéric-Auguste, mais comporterait de mobiliser des sommes énormes. Confrontée à la perspective d'une banqueroute nationale, la Saxe est devenu de plus en plus dépendant financièrement de la France. Jusqu'à la fin de son règne, l'électeur a besoin du soutien des aristocrates. Dans  les domaines économiques qu'en matière de politique étrangère, il reste inférieur à son rival, le « Grand Électeur » Frédéric-Guillaume Ier de Brandebourg.

## Mariage et descendance
Jean-Georges II épouse Madeleine-Sibylle (1612-1687), fille du margrave Christian de Brandebourg-Bayreuth, le 23 février 1638. Trois enfants sont nés de cette union :
- Sibylle (1642-1643) ;
- Erdmuthe-Sophie (1644-1670), épouse en 1662 le margrave Christian-Ernest de Brandebourg-Bayreuth ;
- Jean-Georges III (1647-1691), électeur de Saxe.